# Abdullah bin Khalifa Al Thani
Abdullah bin Khalifa Al Thani (in arabo عبد الله بن خليفة آل ثاني; Doha, 11 febbraio 1959) è un politico qatariota.
Figlio dell'emiro Khalifa bin Hamad Al Thani e della sua terza moglie Sheikha Rudha bint Jassim bin Jabr Al Thani, è il maggiore dei sei figli avuti dalla coppia. È fratellastro dell'emiro Hamad bin Khalifa Al Thani.
È stato Primo ministro del Qatar dall'ottobre 1996 all'aprile 2007.